# Automolus rufipectus
Automolus rufipectus là một loài chim trong họ Furnariidae.